# تيرازو
تيرازو هو كتاب للكاتب البورتوريكي أبيلاردو دياز ألفارو 1947. حصل الكتاب على جائزة جمعية الصحفيين الجامعيين ومعهد الأدب البورتوريكي، ووصل الكتاب إلى المكتبات الوطنية في العديد من مدن أمريكا اللاتينية الأخرى حيث كان دياز ألفارو كاتباً معروفًا ومحترمًا.

## القصة
يروي الكتاب قصصًا خيالية، عن مختلف القرى والشعب البورتوريكي. وغالبية هذه القصص تُروى من منظور "jibaro's" (شعب البلد البسيط الأمي). تستخدم القصص لغة جابارو وهي لغة إسبانية عامية. كان والد الكاتب يعمل في المجال الإجتماعي في بورتوريكو ونقل هذه القصص إلى ديفيد ألفارو. في حين أن القصص الخيالية، تستند إلى القصص التي سمعوها أو رواها سكان البلد. وبينما أن فصوله العشرين تحتوي قصصا خيالية، تتحدث بعبارات كوميدية عن الطريقة التي اعتاد الفقراء التحدث بها عن وصف حياتهم ومنطقهم مثل كيفية وصفهم لمصطلح سانتا كلوز الذي يسمعُ كثيرًا.